# Daboecia cantabrica
Daboecia cantabrica é uma espécie de planta com flor pertencente à família Ericaceae. É nativa da Europa atlântica, sendo abundante no oeste da Irlanda, naturalizando-se em algumas zonas da Grã-Bretanha e da Península Ibérica, surgindo em Portugal Continental e em Espanha (Galiza, Astúrias, Cantábria, Castela e Leão e País Basco).
A autoridade científica da espécie é (Huds.) K.Koch, tendo sido publicada em Dendrologie 2(1): 132. 1872. O seu basiónimo é Vaccinium cantabricum Huds.

## Proteção
Não se encontra protegida por legislação portuguesa ou da Comunidade Europeia.